# Carol Alt
Carol Ann Alt (Nova York, 1 de dezembro de 1960) é uma modelo e atriz norte-americana.

## Carreira
Filha de uma modelo eventual empregada de uma empresa de aviação e de um bombeiro, começou a modelar aos 18 anos, depois de descoberta por um fotógrafo, trabalhando como garçonete num restaurante de Long Island, para ajudar a pagar a universidade. Apresentada a John Casablancas da Elite Models, de quem recebeu a oferta de um contrato, aceitou mas não tinha nenhum interesse na carreira nem em moda, definindo-se como tomboy mais interessada em jogar futebol americano e participar do time de hóquei da sua área. Pouco depois, entretanto, com ofertas de trabalho aparecendo constantemente, Alt largou a faculdade que havia começado para se dedicar integralmente à profissão de modelo.
Seu sucesso foi imediato e em 1980 apareceu pela primeira vez na capa da revista Harper's Bazaar. Seguiu-se a ela a cobiçada capa do anuário Sports Illustrated Swimsuit Issue em 1982 e centenas de capas de revistas durante a década de 80, como Vogue, Cosmopolitan, PHOTO, Elle e Mademoiselle. No início da década a revista LIFE chamou-a de "O rosto de um milhão de dólares". No total, Alt fez mais de 700 capas de revista em sua carreira.
Além de capas e editoriais de moda, ela também trabalhou como manequim de passarela para marcas como Ralph Lauren e Calvin Klein e fez contratos de publicidade lucrativos como "O Rosto" de empresas de cosméticos como a CoverGirl e Lancôme, fabricantes de refrigerantes como Pepsi e montadoras de automóveis como a General Motors. Usando a profissão como empreendimento, foi a primeira modelo e fotografar e produzir seus próprios posters e calendários, vendidos aos milhares em lojas e bancas de jornais.
A partir de 1986 decidiu dedicar-se ao cinema e conseguiu um espaço no cinema italiano onde fez dezenas de filmes menores. Nas décadas seguintes, de volta aos EUA, atuou em vários filmes de baixo orçamento e séries para televisão. Nos anos 2000 Alt participou de uma das edições de Celebrity Apprentice, com Donald Trump, onde ficou em terceiro lugar competindo pela instituição de caridade que leva o nome e seu pai, Tony Alt Memorial Foundation, e da versão italiana de Dancing with the Stars. Em 2006, protagonizou ao lado de Amy Jo Johnson, o filme Fatal Trust, uma produção original do canal Lifetime. Em 2008, aos 48 anos, foi capa e posou nua para a revista Playboy, que a chamou de " A mulher mais bonita do mundo".
Em 2009 escreveu o livro bestseller This Years Model (A Modelo do Ano, no Brasil), publicado pela Harper Collins, em que através de uma personagem – com um história em vários pontos igual à dela – fala de festas regadas à álcool, drogas, traições e tarados disfarçados de caça-talentos no mundo da moda que frequentou.

## Vida pessoal
Alt vive há alguns anos com o ex-jogador profissional de hóquei Alexei Yashin, que jogou no Ottawa Senators e no New York Islanders. Antes, foi casada com outro jogador de hóquei, Ron Greschner, do New York Rangers, de 1983 a 1996. Ela diz que seu envolvimento com dois jogadores de hóquei, apesar de sua paixão pelo esporte desde a infância, não passa de coincidência:" Eu nunca fui atrás de jogadores de hóquei".
Entre 1990 e 1994, numa fase de crise no casamento até a separação, teve um  relacionamento amoroso com o ex-piloto de Fórmula 1 brasileiro Ayrton Senna. Mantido de maneira discreta  e muitas vezes em completo segredo – ela ainda casada e ele namorando publicamente Adriane Galisteu, entre outras da época – ocorreu por anos, em vários cantos do mundo, até a morte do piloto. Até hoje mantém fotos de Ayrton com ela e louva a compreensão do companheiro Alexei para com isso.